# Mostafa Taha
Mostafa Kamel Taha (in arabo مصطفى كامل طه‎?; Il Cairo, 23 marzo 1910 – novembre 1969) è stato un calciatore egiziano, di ruolo attaccante.
È il secondo miglior marcatore del derby del Cairo.

## Carriera
Prese parte con la nazionale egiziana al mondiale di Italia 1934 e ai Giochi olimpici del 1936.